# Trời đẹp em sẽ đến
Trời đẹp em sẽ đến (Tiếng Hàn: 날씨가 좋으면 찾아가겠어요; Romaja: Nalssiga joh-eumyeon chaj-agagess-eoyo; Tiếng Anh: When the weather is fine) là một bộ phim truyền hình lãng mạn của Hàn Quốc. Phim được đạo diễn bởi Han Ji Seung, kịch bản bởi Han Ga Ram với sự tham gia của Seo Kang Joon và Park Min Young. Phim được chuyển thể từ quyển tiểu thuyết cùng tên của Lee Do Woo, và được phát sóng trên JTBC từ 24 tháng 2 đến 21 tháng 4 năm 2020.

## Nội dung
Vì quá chán nản với cuộc sống trên Seoul, Mok Hae Won - một giáo viên cello quyết định bỏ việc về làng Bukhyeon, tỉnh Gangwon sống một thời gian, đây cũng là nơi cô từng sinh sống khi còn học Trung học. Tại đây, cô gặp lại cậu bạn hồi Trung học đồng thời cũng là hàng xóm của mình, Im Eun Seob - hiện quản lý một tiệm sách. Giữa mùa đông giá lạnh, hai con người đang chạy trốn khỏi hiện thực tàn nhẫn và phũ phàng, họ cùng tìm thấy sự ấm áp đủ để làm ấm hai trái tim đã nguội lạnh từ lâu. Cùng nhau, họ chữa lành những tổn thường từ quá khứ và cuối cùng họ đã yêu nhau.

## Diễn viên

### Diễn viên chính
- Seo Kang Joon vai Im Eun Seob, hiện đang quản lý một tiệm sách nhỏ.
  - Ok Chan Yu vai Eun Seob lúc nhỏ.
- Park Min Young vai Mok Hae Won (Irene), một giáo viên cello
  - Park Seo Kyung vai Hae Won lúc nhỏ

### Diễn viên phụ
Gia đình Hae Won
- Moon Jeong Hee vai Shim Myeong Yeo, dì của Hae Won, một nhà văn và là chủ nhà trọ[4]
  - Kim Hong Bin vai Myeong Yeo lúc trẻ.
- Lee Young Ran vai Yoon Hye Ja, bà của Hae Won và từng là chủ nhà trọ Hodu.
- Jin Hee Kyung vai Shim Myeong Joo, mẹ của Hae Won.[5]
  - Jeon Yoo Rim vai Myeong Joo lúc trẻ.
- Seo Tae Hwa vai Mok Joo Hong, bố của Hae Won.

Gia đình Eun Seob
- Kim Hwan Hee vai Im Hwi, em gái Eun Seob.[6]
- Nam Gi Ae vai Yoon Yeo Jeong, mẹ nuôi của Eun Seob.[7]
- Kang Shin Il vai Im Jong Pil, bố nuôi của Eun Seob.[5]
- Kang Jin Hwi vai Kim Gil, bố ruột của Eun Seob.
- Kang Jin Hwi vai Kim Gil Dong, chú ruột của Eun Seob.

Cựu học sinh trường Trung học Hyecheon
- Lee Jae Wook vai Lee Jang Woo, bạn của Eun Seob hồi Trung học.[8]
  - Oh Ja Hoon vai Jang Woo lúc trẻ.
- Kim Young Dae vai Oh Young Woo, cậu từng là học sinh giỏi nhất trường và thích Hae Won.[9]
- Yang Hye Ji vai Ji Eun Sil, tình đầu của Jang Woo.[10]
- Im Se Mi vai Kim Bo Young, bạn cũng của Hae Won hồi Trung học.[11]
- Park Han Sol vai Joo Hee, bạn cùng lớp của Bo Young.

Thành viên của câu lạc bộ tiệm sách Goodnight
- Lee Tae Hyung vai Bae Geun Sang, chủ của một của hàng đèn LED.[5]
- Lee Sun Hee vai Choi Soo Jeong, bạn thân Myeong Yeo.[12]
- Chu Ye Jin vai Kwon Hyun Ji, bạn của Im Hwi.[13]
- Han Chang Min vai Jung Seung Ho, học sinh năm thứ hai trường Tiểu học Bukhyeon.[5]
- Lee Young Seok vai Jeong Gil Bok, ông của Seung Ho.

Khác
- Ahn Dong Goo vai Cha Yoon Taek lúc trẻ.
- Lee Bong Ryun vai Jang Ha Nim.[5]
- Kim Dae Geon vai Kim Yeong Soo.[5]
- Yoon Sang Hwa vai Park Hin Dol.
- Hwang Gun as Cha Yoon Taek.[14]

Khách mời
- Seo Tae Hwa vai Mok Joo Hong.
- Lee Seo An vai bạn xem mắt của Jang Woo.

## Sản xuất
Buổi đọc kịch bản đầu tiên diễn ra vào tháng 10 năm 2019 tại Tòa nhà JTBC ở Sangam-dong, Seoul, Hàn Quốc.
Vào ngày 3 tháng 3 năm 2020, có thông báo rằng bộ phim sẽ tạm dừng quay trong một tuần để đề phong sự lây lan của COVID-19. Tập 5 và 6, bạn đầu dự kiến phát sóng vào ngày 9 và 10 tháng 3, nhưng được phát sóng vào 16 và 17 tháng 3.

## Nhạc phim

### Phần 1
Phát hành 24 tháng 2, 2020 
| STT | Nhan đề                                      | Phổ lời        | Phổ nhạc       | Ca sĩ        | Thời lượng |
| --- | -------------------------------------------- | -------------- | -------------- | ------------ | ---------- |
| 1.  | "Like a Winter's Dream" (겨울이 꾸는 꿈처럼) | Jung Joong-han | Jung Joong-han | Kwak Jin Eon | 4:10       |

### Phần 2
Phát hành 2 tháng 3, 2020 
| STT | Nhan đề                     | Phổ lời                  | Phổ nhạc                  | Ca sĩ   | Thời lượng |
| --- | --------------------------- | ------------------------ | ------------------------- | ------- | ---------- |
| 1.  | "Doors of Time" (사간의 문) | Banana, March, Clef Crew | Park Jang-hyun, Clef Crew | Jungyup | 5:00       |

### Phần 3
Phát hành 16 tháng 3, 2020 
| STT | Nhan đề                   | Phổ lời                                                | Phổ nhạc                                   | Ca sĩ        | Thời lượng |
| --- | ------------------------- | ------------------------------------------------------ | ------------------------------------------ | ------------ | ---------- |
| 1.  | "All Day Long" (하루종일) | KZ, Who's, Feb, Jung Soo-min, Clef Crew, Banana, March | KZ, Who's, H, Feb, Jung Soo-min, Clef Crew | Cho Kyu-hyun | 4:48       |

### Phần 4
Phát hành 31 tháng 3, 2020 
| STT | Nhan đề                                         | Phổ lời                          | Phổ nhạc                   | Ca sĩ | Thời lượng |
| --- | ----------------------------------------------- | -------------------------------- | -------------------------- | ----- | ---------- |
| 1.  | "Dear My Love" (내가 정말 사랑하는 사람이 있죠) | Giryeon, Clef Cre, Banana, March | Giryeon, Oh Min, Clef Crew | Byul  | 4:46       |

### Phần 5
Phát hành 6 tháng 4, 2020 
| STT | Nhan đề                 | Phổ lời        | Phổ nhạc       | Ca sĩ   | Thời lượng |
| --- | ----------------------- | -------------- | -------------- | ------- | ---------- |
| 1.  | "I See You" (나를 본다) | Jung Joong-han | Jung Joong-han | Giryeon | 4:34       |

### Phần 6
Phát hành 14 tháng 4, 2020 
| STT | Nhan đề                      | Phổ lời                                           | Phổ nhạc                                             | Ca sĩ          | Thời lượng |
| --- | ---------------------------- | ------------------------------------------------- | ---------------------------------------------------- | -------------- | ---------- |
| 1.  | "Moody Night" (보고 싶은 밤) | KZ, Who's, Jung Soo-min, Clef Crew, Banana, March | KZ, Who's, H, Jung Soo-min, Yoo Sang-geun, Clef Crew | Jeon Sang-geum | 3:48       |

### Phần 7
Phát hành 21 tháng 4, 2020 
| STT | Nhan đề                                  | Phổ lời                                                 | Phổ nhạc                   | Ca sĩ     | Thời lượng |
| --- | ---------------------------------------- | ------------------------------------------------------- | -------------------------- | --------- | ---------- |
| 1.  | "Remembrance" (추억이 머문 곳에서, 이젠) | Banana, March, Jeon Shi-woo, Somebody's Tale, Clef Crew | Somebody's Tale, Clef Crew | Yeoungeun | 3:09       |

### Vị trí trên bảng xếp hạng
| Tựa đề                   | Tựa đề                   | Tựa đề                   | Tựa đề                   | Tựa đề                   | Tựa đề                   | Tựa đề                   | Năm phát hành | Vị trí cao nhất | Ghi chú | Nguồn  |
| Tựa đề                   | Tựa đề                   | Tựa đề                   | Tựa đề                   | Tựa đề                   | Tựa đề                   | Tựa đề                   | Năm phát hành | HQ              | Ghi chú | Nguồn  |
| ------------------------ | ------------------------ | ------------------------ | ------------------------ | ------------------------ | ------------------------ | ------------------------ | ------------- | --------------- | ------- | ------ |
| "All Day Long" (Kyuhyun) | "All Day Long" (Kyuhyun) | "All Day Long" (Kyuhyun) | "All Day Long" (Kyuhyun) | "All Day Long" (Kyuhyun) | "All Day Long" (Kyuhyun) | "All Day Long" (Kyuhyun) | 2020          | 142             | Phần 3  | [ 31 ] |

## Tỷ suất người xem
| Tập | Ngày phát sóng   | Tựa đề                                                                 | Tỷ lệ người xem trung bình (Nielsen Hàn Quốc) Toàn quốc |                  |                                               |        |
| --- | ---------------- | ---------------------------------------------------------------------- | ------------------------------------------------------- | ---------------- | --------------------------------------------- | ------ |
| Tập | Ngày phát sóng   | Tựa đề                                                                 | 1                                                       | 24 tháng 2, 2020 | Gió thổi qua rặng liễu (버드나무에 부는 바람) | 1.925% |
| 2 | 25 tháng 2, 2020 | Quá khứ đã qua rồi (과거완료입니까)                                    | 1.559%                                                  |                  |                                               |        |
| 3 | 2 tháng 3, 2020  | Lông mày bạc của sói (늑대의 은빛 눈썹)                                | 2.460%                                                  |                  |                                               |        |
| 4 | 3 tháng 3, 2020  | Căn nhà cũ trong mơ (꿈속의 옛집)                                      | 2.533%                                                  |                  |                                               |        |
| 5 | 16 tháng 3, 2020 | Người trở về từ hướng Tây (서쪽에서 온 귀인)                           | 2.316%                                                  |                  |                                               |        |
| 6 | 17 tháng 3, 2020 | Tìm kiếm truyền thuyết (전설을 찾아서)                                 | 2.067%                                                  |                  |                                               |        |
| 7 | 23 tháng 3, 2020 | Con đường đến căn nhà nhỏ (오두막으로 가는 길)                         | 2.255%                                                  |                  |                                               |        |
| 8 | 24 tháng 3, 2020 | Nơi suy nghĩ thành hiện thực (의심을 이루어주는 곳)                    | 2.598%                                                  |                  |                                               |        |
| 9 | 30 tháng 3, 2020 | Bí mật của cậu thiếu niên ghét bọ hung (쇠똥구리를 싫어한 소년의 비밀) | 2.515%                                                  |                  |                                               |        |
| 10 | 31 tháng 3, 2020 | Tổ chức hoạt động thôi (이벤트를 합시다)                               | 2.148%                                                  |                  |                                               |        |
| 11 | 6 tháng 4, 2020  | Hai câu chuyện (두 개의 이야기)                                        | 2.277%                                                  |                  |                                               |        |
| 12 | 7 tháng 4, 2020  | Lời thú tội (어떤 고백)                                                | 2.588%                                                  |                  |                                               |        |
| 13 | 13 tháng 4, 2020 | Công thức trà nước mắt (눈물차 레시피)                                 | 2.606%                                                  |                  |                                               |        |
| 14 | 14 tháng 4, 2020 | Chị em gái lạc lối (시스터필드의 미로)                                 | 2.131%                                                  |                  |                                               |        |
| 15 | 20 tháng 4, 2020 | Cho đến khi gặp lại (다시 만날 때까지)                                 | 2.376%                                                  |                  |                                               |        |
| 16 | 21 tháng 4, 2020 | Sau khi mùa đông dài qua đi (긴 겨울이 지나고)                         | 2.667%                                                  |                  |                                               |        |
| Trung bình | Trung bình       | Trung bình                                                             | 2.291%                                                  |                  |                                               |        |
| - Trong bảng trên, số màu xanh chỉ tỷ suất người xem thấp nhất, số màu đỏ chỉ tỷ suất người xem cao nhất. - Bộ phim này được phát sóng trên một kênh truyền hình cáp / truyền hình trả tiền thường có lượng khán giả tương đối nhỏ hơn so với các đài truyền hình công cộng / truyền hình miễn phí (KBS, SBS, MBC và EBS). |                  |                                                                        |                                                         |                  |                                               |        |